# Царед
Царед (на английски: Tzared) е онлайн игра, уебсайт създаден през 2017 г., разработен от Nehhon, имитиращ „Цар: Тежестта на короната“. Уебсайтът е известен в Испания, Полша и САЩ и е посещаван от около 3000 потребители ежедневно.

## Функции
Уебсайтът предлага Редактор на карти, в който могат да се добавят карти от Цар като в него са налице групов редактор, редактиране на видимостта на играчите, специфична дипломация и др. Има и вградена Модификация, която позволява промяна на силата и способностите на расите. Налични са режимите Разграничени отбори, Симетрична карта, Battle Royale и др. Всичко това го няма в Цар. 
Също в Царед все още няма планини, скали, облаци, някои звуци и анимации, както и я няма възможността за играене на кампании и тяхното създаване, които ги има в Цар. 

## Техническа информация
Уебсайтът.използва WebSocket протокол за онлайн игра без забавяне между играчите. По време на игра използва около 50kbps - 300kbps от скоростта на интернета, което прави играта удобна за игра и при бавен интернет. Последната бета версия беше "Work in progress - Beta v45.9".

### Pathfinder
Едно от големите подобрения спрямо Цар е pathfinder, това е кодът, чрез който процесорът изчислява пътят през, който преминават единиците. В Цар максималният брой единици е 200 и не могат да се придвижват множество единици в точно определено място, затова ако на много единици им бе зададено местоположение, където да отидат, те отиват на приближени места в близост около местоположението. Това в Царед е коригирано и оптимизирано, като максималният брой единици е 50 000, а единиците винаги търсят възможно най-близкото възможно място до местоположението, което им е зададено да отидат.

### Съвместимост
Играта е напълно съвместима за компютри и частично за мобилни устройства, съдържа графичните двигатели WebGL1/2 и WebGPU. За разлика от Цар, където съотношението е 4:3 и изборът на резолюция е между 800x600 и 1024x768 в Царед съотношението и резолюцията зависят от устройството.

### Звук
В Цар музикалните файлове са в .midi формат, докато в Царед са преобразувани в по-ниско качество .mp3 файлове.

## Рейтинг
| Платформа    | Оценка |
| ------------ | ------ |
| CrazyGames   | 8.2    |
| GamePix      | 4/5    |
| JuegosJuegos | 6.9    |
| Minijuegos   | 4/5    |
| Titotu.io    | 8.2    |
| CoolJuegos   | 79%    |